# 壯體湯加蛇鯖
壯體湯加蛇鯖為輻鰭魚綱鱸形目鯖亞目蛇鯖科的其中一種，分布於太平洋區，包括澳洲、斐濟、東加等海域，棲息深度288-312公尺，體長可達30公分，棲息在中層水域，屬肉食性。

## 擴展閱讀
維基物種上的相關：壯體湯加蛇鯖